# Rudolph Laver

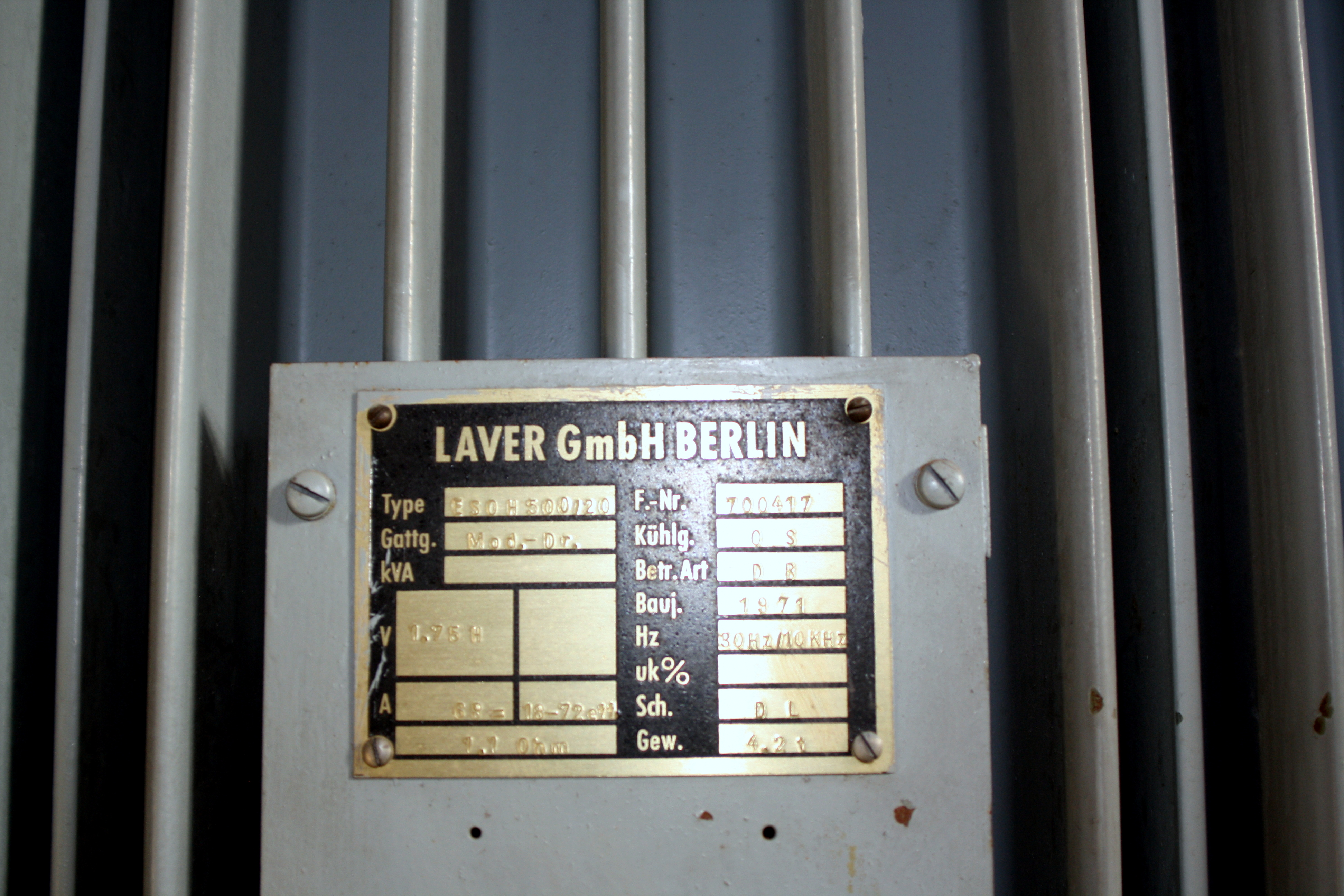
Typenschild auf einem Leistungstransformator der Laver GmbH

Rudolph Laver (* 19. Juli 1872 in Castlemaine; † September 1946 in Berlin) war ein australisch-deutscher Elektrotechniker.

## Leben
Rudolph Laver war einer von sieben Söhnen des Landwirts Jonas Laver (1819–1880) aus Somerset und von Mary Ann geb. Fry († 1885). Rudolph Laver wanderte 1899 nach Deutschland aus, studierte Elektrotechnik in Karlsruhe und Charlottenburg und wurde 1915 eingebürgert. Laver war Direktor bei den Bergmann Elektrizitätswerken in Berlin. Mit Ausbruch des Ersten Weltkrieges wurden große Teile der Bergmann-Werke auf Rüstungsproduktion umgestellt, und Laver wurde von seiner Arbeit freigestellt. Im Jahr 1934 ersetzte Laver den damaligen Geschäftsführer Martin Rosenfeld von der Paul Bouveron GmbH. Der Name der Firma änderte sich auf Transformatorenfabrik Rudolph Laver vormals Paul Bouveron GmbH. Nach seinem Tod ging die Firma im Erbgang auf seine Witwe Klara geb. Rothweiler über.